# Epifanía (Miguel Ángel)
 Epifanía es un dibujo en carboncillo del artista del renacimiento italiano Miguel Ángel, fechado circa 1550 a 1553. Está realizado sobre veintiséis láminas de papel con unas dimensiones de 232 cm de altura por 165 cm de ancho. El dibujo consta de cinco personajes principales con algunas otras figuras menos definidas en el fondo de la obra. Después de haber pasado por varios propietarios, el dibujo se conserva actualmente en la sala 90 del Museo Británico.

## Autor
Miguel Ángel Buonarroti (Caprese, 6 de marzo de 1475 - Roma, 18 de febrero de 1564) fue un escultor , pintor, dibujante, poeta y arquitecto renacentista. Desarrolló su trabajo principalmente en Florencia y Roma. Fue admirado y protegido por grandes mecenas: en Florencia, por la familia Médici, y en Roma, los papas Julio II, León X, Clemente VII y Pablo III.
Fue en estos años en Roma, y sobre todo tras la muerte de su amiga Vittoria Colonna (1547), que Miguel Ángel se volvió más religioso, actitud ya demostrada anteriormente como se puede descubrir, en unos poemas dirigidos a su amiga, en los que habla del pecado y la salvación eterna, con un tono de angustia y amargura. En un madrigal describió a la amiga como «una verdadera mediadora entre el cielo y él, una mujer divina a la que implora benevolencia y condescendencia para elevar su miseria a la altura del camino tortuoso de la bienaventuranza ». Según  Condivi, una vez muerta Vittoria, Miguel Ángel cayó en un estado «que durante mucho tiempo parecía loco»; entró en una especie de deriva y se vio arrastrado por sus obsesiones religiosas. Este estado le impulsó a componer una serie de poemas pesimistas donde, ya de una manera radical, expuso su absoluta decepción por el valor del arte. Esta obsesión por la religiosidad hizo que sus obras en los últimos años de su vida fueran más elaboradas y realizadas con más calma.

## Antecedentes
En el siglo XVI, Italia se encontraba inmersa en una etapa muy creativa que variaba según el lugar, y que dio como resultado una gran diversidad de tendencias y de nuevas líneas de expresión artística. Así, en Florencia triunfaban las teorías científicas y la filosofía de Platón, mientras que en Venecia las ideas se inclinaban más hacia las enseñanzas de Aristóteles, que tendían hacia a una libertad mayor y más fantasía. El color era el concepto primario en el arte veneciano, mientras que en Florencia, en cambio, predominaba la noción del dibujo. El teórico Marco Pino lo expuso con gran claridad cuando dijo: 
Erwin Panofsky supo describir esta síntesis en un texto:

Después de los estudios de Ludwig von Scheffler, de Borinski i de Thode, no se puede discutir que la visión del mundo expresada por Michelangelo está inspirada de forma sustancial en la metafísica neoplatónica, la cual, directa e indirectamente (primero por sus asiduas lecturas de Dante y Petrarca, y en segundo lugar por el innegable influjo de los ambientes humanísticos de Florencia y de Roma) había abierto paso a su mentalidad.

El corpus de los dibujos realizados por Miguel Ángel fue muy amplio e importante. Según informa Giorgio Vasari, el gran artista solía quemar las obras que no le satisfacían totalmente: 

... como diseños, apuntes y cartones hechos de su mano, para que nadie viera las fatigas que había pasado y las formas que había de probar y ensayar su ingenio hasta que aparecía perfecto.

Sin embargo, a pesar de todas estas destrucciones, Miguel Ángel dejó muchos dibujos en su casa de Florencia, además de los que regaló en vida a sus amigos, entre ellos a Vittoria Colonna y Tommaso Cavalieri. Así, se encuentran dibujos y bocetos del gran maestro principalmente en Florencia: en la Casa Buonarroti y la Galería Uffizi. También hay en el Museo Británico, el Ashmolean Museum, el Castillo de Windsor, el Museo del Louvre, los Museos Vaticanos, en la Albertina de Viena, etc.

## Historia
La Epifanía se encuentra documentado en el inventario realizado por Luigi Della Torre con fecha 19 de febrero de 1564 con estas palabras: 
Otro inventario fue elaborado por Daniele da Volterra para Giorgio Vasari de las obras dejadas por Miguel Ángel. En él se menciona, «Lo que pintaba Ascanio, si te acuerdas». El dibujo de la Epifaníapasó a manos de Fulvio Orsini, que también poseía otro dibujo, quien donó su colección al Farnesio.
Está datado hacia el año 1550, la época de los dibujos de figura del período más tardío de Miguel Ángel, y realizado por tanto en Roma donde residía en aquellos años. Como en otros bocetos suyos, (por ejemplo un Mercurio que empuja a Eneas que sirvió a Daniele da Volterra para una de sus pinturas, —conservada en una colección privada sueca— este dibujo sirvió a Ascanio Condivi para la realización de una pintura que nunca llegó a terminar. Condivi, pintor y biógrafo de Miguel Ángel, consiguió el dibujo de la casa Buonarroti, lo retocó y también añadió algunas cabezas de personajes en el fondo. Ya en el siglo XIX, un cobrador escocés llamado John Malcolm de Poltalloch lo compró por solo once  libras y seis peniques, y a su muerte en 1893 su hijo John Wingfield Malcolm donó el dibujo al Museo Británico.
La Epifanía, junto con el cartón de Nápoles (263x156 cm) realizado para el fresco de la  Crucifixión de San Pedro de la  capilla Paulina hacia 1546 , son los dos grandes bocetos conservados de Miguel Ángel. El de Nápoles, conservado en el Museo de Capodimonte, está compuesto por 19 folios aplicados sobre tela y ejecutado con yeso negro y acuarela. Esta obra muestra el picado por encima de todo el dibujo con el que se facilitaba la transferencia sobre el muro a pintar, sin embargo en el de la Epifanía no se ve ninguna señal de pinchado. El dibujo de la Crucifixión de San Pedro perteneció a la colección de Fulvio Orsini y pasó a la de Farnesio junto con el de la Epifanía.

## Autoría
El debate sobre el posible significado de la obra también se refleja en la naturaleza un poco nebulosa de su composición: aunque las figuras están fuertemente definidas, muchos de los contornos dibujados y los pentimenti, junto con el oscurecimiento de las hojas, contribuyen a dar una impresión de vaguedad que sólo desaparece después de una cuidadosa observación.
La obra se presenta menos acabada y definida que otras de la misma categoría. A pesar de ser un boceto, sus contornos están muchas veces «redibujados» como si se tratara de un dibujo, y hay un número significativo de pentimenti, uno de los más llamativos se encuentra en el área de la cabeza de la Virgen y la de su  hombro, el cual es visto por Perrig como un ejemplo de la falta de aptitud del autor.
La única excepción de rechazo de la autoría del dibujo viene dada por Perrig que lo atribuye como obra de Ascanio Condivi e interpreta la nota de Daniele da Volterra: «Que pintaba Ascanio» como en relación con el propio dibujo en lugar de la pintura que realizó Condivi, Perrig habla sobre el dibujo:«que aunque de apariencia tosca -en cierta medida por su destino como pintura - es una obra impresionante, de manipulación lírica en algunas partes», sin embargo se abstiene de explicar cómo se pudo producir de este dibujo un cuadro tan mediocre por, según él, el mismo autor Ascanio Condivi.

## Iconografía
El tema de la obra es un enigma: si bien en el inventario póstumo de las posesiones de Miguel Ángel, de 1564, aparece mencionado como epifanía, la «Adoración de los Reyes Magos», dichos reyes no se encuentran representados en la obra. Wilde describió la obra como «una especie de sacra conversazione».
Hasta la aparición del análisis de Ernst Gombrich (1986) prevaleció la interpretación hecha por Thode (1908). Thode dio una significación más amplia de la Epifanía. Para el estudioso la figura adulta situada a la derecha de María representa al profeta Isaías, el cual profetizó la revelación del Hijo de Dios al mundo. Thode hace una interpretación más allá de la fiesta religiosa de la adoración de los reyes magos, haciendo referencia a la profecía de Isaías 9.6, e Isaías 11.10, Así mismo la postura del Bautista niño, observando un Jesús casi oculto entre las rodillas de María, junto con las figuras del fondo que parecen no estar enteradas de la presencia de éste, parecen promover este sentido de revelación. Así la obra representaría el momento del cumplimiento de la profecía de Isaías. Bajo este punto de vista el movimiento de la Virgen hacia San José parecería indicar que Cristo no desciende de él. Sin embargo esta interpretación se socava ante la improbabilidad de que alguien encargara una obra en que se mezclan imágenes del Antiguo y del Nuevo Testamento.
También es posible que la obra hiciera referencia a los hijos que San José tuvo de un anterior matrimonio, y por lo tanto hijastros de María, según los Evangelios apócrifos en la Historia copta de José el carpintero, historia también explicada por San Epifanio.
Ernst Gombrich en 1986 dio como interpretación  iconográfica la pureza de la Virgen después de su matrimonio con San José lo que quedaría simbolizado en el gesto de María de rechazo a su marido. Así el historiador da como alusión al título de Epifanía al monje del siglo IX Epifanio, padre de la iglesia Griega, a veces citado en los decretos del Concilio de Trento y que era defensor de la virginidad perpetua de María.
Según Gombrich las figuras del fondo del dibujo representan los hijos de José. Y continúa argumentando que el personaje con quien conversa la Virgen es San Julián. La vida de San Julián se concentra en su castidad y con una mujer virgen, ya que su matrimonio no se consumó, evidentemente la representación de San Julián complementa el tema de la pureza de la Virgen, propuesto por Gombrich.
Esta interpretación ha estado sujeta a problemas como, por ejemplo, el que sean los hijos de San José las figuras del fondo, ya que hay uno con barba y de edad madura que es inadecuado para sostener esta relación familiar.

## Composición

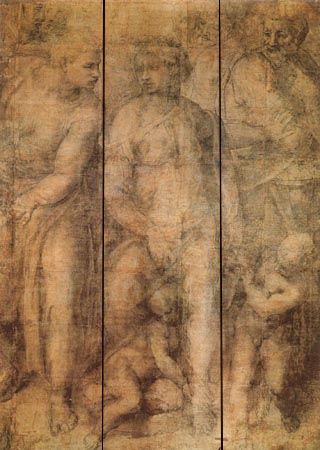
Líneas paralelas imaginarias que muestran la composición.

La composición muestra como figuras principales: la Virgen María con el  Niño Jesús entre sus piernas, otra figura adulta, a su izquierda, representa San José, delante de él hay San Juan Bautista niño y otra figura adulta joven a la derecha de María que queda sin identificar y con la que sostiene María una conversación. Llama la atención el gesto realizado por María como si quisiera apartar San José.
Las figuras se encuentran ajustadas dentro de un sistema de composición de paralelas, dando una impresión de querer aunar todas en una. La posición del Niño Jesús, entre las piernas de su madre, simboliza una nueva introducción en el útero y la curiosidad de la figura del niño Juan Bautista se aprecia desde su colocación, a su izquierda, donde gira su cabeza y la mirada hacia Jesús:

La presencia del Salvador es de carácter esotérico, ya que sólo existe para los iniciados, para aquellos a los que se lo ha revelado en el alma, pero no se manifiesta a quienes le buscan en el exterior.
 Charles de Tolnay.

Presenta unas líneas sin forzar demasiado el dibujo, la Virgen con un contrapposto suave en el centro de la composición, ofrece el contraste con las curvas del Niño entre sus piernas, que recuerda las figuras de las tumbas de los Médici (es importante recalcar la composición piramidal que tiene el niño). Parece como si modelase las piernas, torsos y brazos con una monumentalidad expresiva y con la base de claroscuro que dejaba el dibujo «inacabado». Las tres cabezas de personajes que se muestran en el fondo, según Tolnay, fueron añadidas posteriormente por Ascanio Condivi, cuando empleó este dibujo que tenía en su poder, para realizar una pintura inacabada con el tema de la «Sagrada familia». Los dibujos realizados en esta época, entre ellos el de la Epifanía, presentan la amplitud y grandiosidad de la forma romana, las forma serpenteante de Florencia se cambia con el equilibrio frontal del dibujo y es partir del año 1550 cuando, Miguel Ángel, deja traslucir la espiritualidad sobre la materia.

## Material
El material utilizado fueron veintiséis hojas de papel de color pardo con una medida de 232,7 x 165, 6 cm. Empleando para su dibujo barritas de carboncillo en color negro, esta técnica permite hacer el dibujo mediante líneas y manchas esfumadas y variar la intensidad de la presión sobre el papel, consiguiendo gamas de grises y facilitando una corrección fácil con un golpe seco de cualquier porción de tela.
En aquella época, el papel realizado a mano no se hacía de gran tamaño por lo que Miguel Ángel tuvo que emplear hojas pequeñas y unirlas. Durante una  exposición del 2006 en el Museo Británico de dibujos de Miguel Ángel, se examinó el dibujo mediante la denominada técnica de "luz rasante". Se pudo averiguar la  marca de agua que mostraba un ancla dentro de un círculo, así como las uniones entre las hojas que con el paso del tiempo se han ido alineando con más papel y ropa y han causado distorsiones y divisiones en la superficie también por la tensión en los bordes por haber estado unido a un marco de madera.

## Conexiones con otras obras
El dibujo de la Epifanía es contemporáneo de los frescos realizados para la  Capilla Paulina del Palacio Apostólico Vaticano que representan La conversión de san Pablo y la  Crucifixión de San Pedro . Las esculturas de la Piedad florentina , la Piedad Palestrina y la Piedad Rondanini fueron las tres iniciadas alrededor de 1550. De este año data también la primera edición de la biografía de Giorgio Vasari sobre el maestro.